# 山田一竹
山田 一竹（やまだ いっちく、英:Icchiku Yamada、1993年10月19日 - ）は、NPO法人スタンド・ウィズ・シリア・ジャパン（Stand with Syria Japan）理事長。シリア問題のアクティビスト（市民活動家）、研究者。東京大学大学院総合文化研究科「人間の安全保障」プログラムより修士号（ジェノサイド研究）、現在同研究所博士課程在籍（ジェノサイド研究）。2019年より拠点をベルリンに移して活動する。

## 生い立ち
高校時代にオーストラリアやフランスに長期滞在。2017年に立教大学異文化コミュニケーション学部を卒業。2014年に留学したロンドンでは高等教育機関において武力紛争分析のトレーニングを修了、現地の難民支援団体でインターンシップに従事した。難民支援においては、シリア難民の支援を行い、日本へ帰国した後に、シリア問題に関する活動を開始した。この活動の原点は、2011年にシリアで発生した民衆蜂起に参加した同世代の若者の姿を、シリア人の友人と見守っていたことに所以すると語っている。2015年より山田が一人きりで開始したシリア支援活動は、シリア危機を専門とする日本で最初のNPO法人Stand with Syria Japanへと急速に成長している。
生い立ちから英語、日本語、フランス語を話すマルチリンガルである。シリアの公用語であるアラビア語に関しては公表されていない。

## 研究
東京大学大学院「人間の安全保障」プログラムにおいて、ジェノサイド研究を専門に研究活動も行なっている。特に紛争下における重大な人権侵害の被害者の分析を得意としている。大学時代にはスリランカ内戦の激戦地であった地域で暮らし、内戦の被害者に詳細な聞き取り調査を実施している。

## シリア内戦に対するスタンス
所属団体であるスタンド・ウィズ・シリア・ジャパンと同じく、アサド政権と同盟諸国を強く非難している。イベントや公式声明文では、「自国民を大量虐殺したアサド政権はいかなる場合も支持できない」という立場を表明している。さらに、日本におけるアサド政権擁護の学者や論調を徹底的に批判しており、例えばシリアのホワイトヘルメットなどをテロリストとする見解を「人間の尊厳の蹂躙に他ならない」と糾弾している。
活動面では、シリア問題を語る際に当事者であるシリア人を中心に置くことを重視しており、主催する全てのイベントではインターネット電話中継でシリア国内と会場を直接に繋ぎ、メッセージを発信する手法を積極的に用いている。2018年4月には、シリア南部のヤルムーク出身で「戦場のピアニスト」として知られるエイハム・アハマド（Aeham Ahmad）の招聘を行い、初来日公演の実現に成功した。パレスチナ難民としてシリアで生まれたアハマドは無国籍で、二重難民としてドイツで暮らすため渡航は極めて困難であったが、2年がかりで関係官庁へ交渉を行い、クラウドファンディングでおよそ170万円を集め、招聘と初来日公演を実現させたことも話題を呼んだ。アハマドの来日公演は、日本各地のメディアで大きく取り上げられた。公演は合計700名以上を動員した。招聘プロジェクトを終えた山田は「シリアが現在進行形の人類に対する挑戦であり、私たちがこれまでに直面したことない規模での危機であるということを第一に伝えたい。私たちと何にも変わらない人間が、この瞬間も危機の中を懸命に生きており、彼らは人間の尊厳とただ平和に生きることを求め続けている。私たちは、彼らと共にあるという連帯を示して行きたい」と述べている。アハマドの来日公演プロジェクトは山田のシリア内戦へのスタンスの集約と言え、象徴的活動となった。

## シリア反体制派との関係
シリアの有力な反体制派メディア Zaman Al-Wasl に日本を代表する反アサド派のアクティビストとして特集された日本人であり、シリア国内外のシリア人革命家、ジャーナリスト、アクティビストと強力なコネクションを有している。著名な映画監督タラール・デルキと公私共に親交が深いようで、山田の企画した最初のシリア支援イベントにも登壇している。